# Cayo Claudio Craso
Cayo Claudio Craso Inregilense  fue un político y militar romano del siglo IV a. C. perteneciente a la gens Claudia.

## Familia
Claudio fue miembro de los Claudios Crasos, una familia patricia de la gens Claudia. Fue hijo del consular Apio Claudio Craso y padre de Apio Claudio el Ciego.

## Carrera pública
Fue nombrado dictador en el año 337 a. C. para hacerse cargo de la guerra contra los sidicinos, pero renunció a su cargo después de que los augures anunciaran que había habido irregularidades en el nombramiento.